# Ралица (име)

## Ралица (име)
Ралица е женско лично име с български произход, отличаващо се с нежно звучене, поетична енергия и богата символика, свързана с природата, езика и културната традиция на България.

### Произход и значение
Името Ралица има двоен произход, тълкуван както от гледна точка на езика, така и през образа на едноименното цвете.

#### Старобългарски произход
Една от хипотезите за произхода на името свързва Ралица със старобългарската дума „рал“, която означава „размесвам“ или „разпръсвам“. В този смисъл името носи значението на движение, динамика, живост и промяна – качества, често приписвани на жени с енергичен дух и силна вътрешна мотивация. Суфиксът -ица е характерен за българските женски имена и придава мекота и емоционален оттенък.

#### Цветно значение
Името се свързва и с цветето ралица (лат. Delphinium) – красиво диво растение с ярки сини, лилави или розови цветове, разпространено в планинските и полски райони на България. В народната символика ралицата олицетворява:
- грация и финес,
- естествена красота,
- свободолюбив и мечтателен дух.

Благодарение на това, името Ралица често се възприема като поетично, чисто и нежно, а в същото време силно и самобитно.

### Ралица в българската литература
Името Ралица присъства в някои от най-значимите произведения на българската литература. Най-известният пример е:
- „Ралица“ – поема от Пенчо Славейков (1908)

В тази символистична поема Славейков представя трагичната и благородна любов на девойката Ралица – образ, който олицетворява чистота, саможертва и дълбока вътрешна сила. Поемата утвърждава Ралица като символ на българската женственост, подложена на тежестта на обичаите, морала и дълга.
Името се използва и в съвременната българска проза и драматургия, където носи образ на чувствителна, умна, независима жена, често търсеща своя път между любовта, свободата и справедливостта.

### Имен ден
Името Ралица не присъства официално в православния календар, но традиционно се чества на Цветница, заедно с всички, носещи имена на цветя и растения.

### Известни личности с името Ралица

#### Изкуство и култура
- Ралица Паскалева – българска актриса, популярна с участието си в телевизионния сериал Откраднат живот.
- Ралица Стоянова – актриса, носителка на международно признание за главната роля във филма Уроците на Блага (2023).
- Ралица Денчева – художничка, илюстраторка и сценографка, работеща в областта на детската литература и театър.

#### Общество и медии
- Ралица Агайн – икономист и бивш заместник-председател на Комисията за финансов надзор.
- Ралица Василева – бивша водеща в международната новинарска телевизия CNN, едно от първите български лица в световните медии.

#### Спорт
- Ралица Милкова – състезателка по борба, представяла България на международни турнири.
- Ралица Георгиева – състезателка по спортна гимнастика.

## Любопитни факти и легенди

### Народни легенди за името Ралица
1. Легенда за ралото и цветето  Според едно народно предание, селянин забравил ралото си на нивата през есента. Когато напролет се върнал, видял как около ралото е поникнало красиво цвете. Вдъхновен от тази гледка, той нарекъл цветето ралица – в чест на земния труд и красотата, която той поражда. Тази легенда се възприема като символична връзка между човека и природата, между усилието и възнаграждението, и подсилва връзката на името с българската земя, народно творчество и любов към природата.

2. Легенда за небесната благословия  Според друга народна легенда, името „Ралица“ се е появило от благословия на богинята на плодородието. Легендата разказва как богинята, която обичала да наблюдава земеделците от небето, забелязала как тяхната работа е свързана с постоянно движение, преобразуване и растеж. За да възнагради този труд, тя създаде цветето ралица, което разцъфтявало всяка пролет в знак на благословия към земята и хората. Цветето станало символ на плодородие и благополучие, а името „Ралица“ било дадено на тези, които носят щастие и просперитет.